# Estació de satèl·lit de Svalbard
L'estació de satèl·lit de Svalbard  -Svalbard satelittstasjon (noruec), Svalbard Satellite Station (anglès) - també coneguda com a SvalSat, és una estació terrestre de satèl·lit situada al Platåberget, prop de Longyearbyen, a l'arxipèlag de Svalbard, Noruega. Fou inaugurada el 1997, i des d'aleshores l'opera Kongsberg Satellite Services (KSAT), una aliança d'empreses entre Kongsberg Defence & Aerospace i el Norwegian Space Centre (NSC). SvalSat i KSAT's Troll Satellite Station (TrollSat) a l'Antàrtida són les dues úniques estacions terrestres capaces de descarregar informació dels 14 satèl·lits en òrbita polar. Les instal·lacions consisteixen en 31 antenes que operen en les bandes C, L, S i X. Aquesta estació proporciona serveis de terra a més satèl·lits que cap altra instal·lació del món.
Entre els clients s'inclouen Organització Europea per a l'Explotació de Satèl·lits Meteorològics (EUMETSAT), la NASA, l'Agència Espacial Europea (ESA) i l'Administració Nacional Oceànica i Atmosfèrica (NOAA). Aquesta estació també llegeix i distribueix dades del satèl·lit de recerca solar japonès Hinode. Les concessions de descàrrega de dades només es fan a satèl·lits civils però algunes de les dades indirectament es fan servir per forces armades, malgrat que això estigui en desacord amb el tractat de Svalbard.

## Instal·lacions

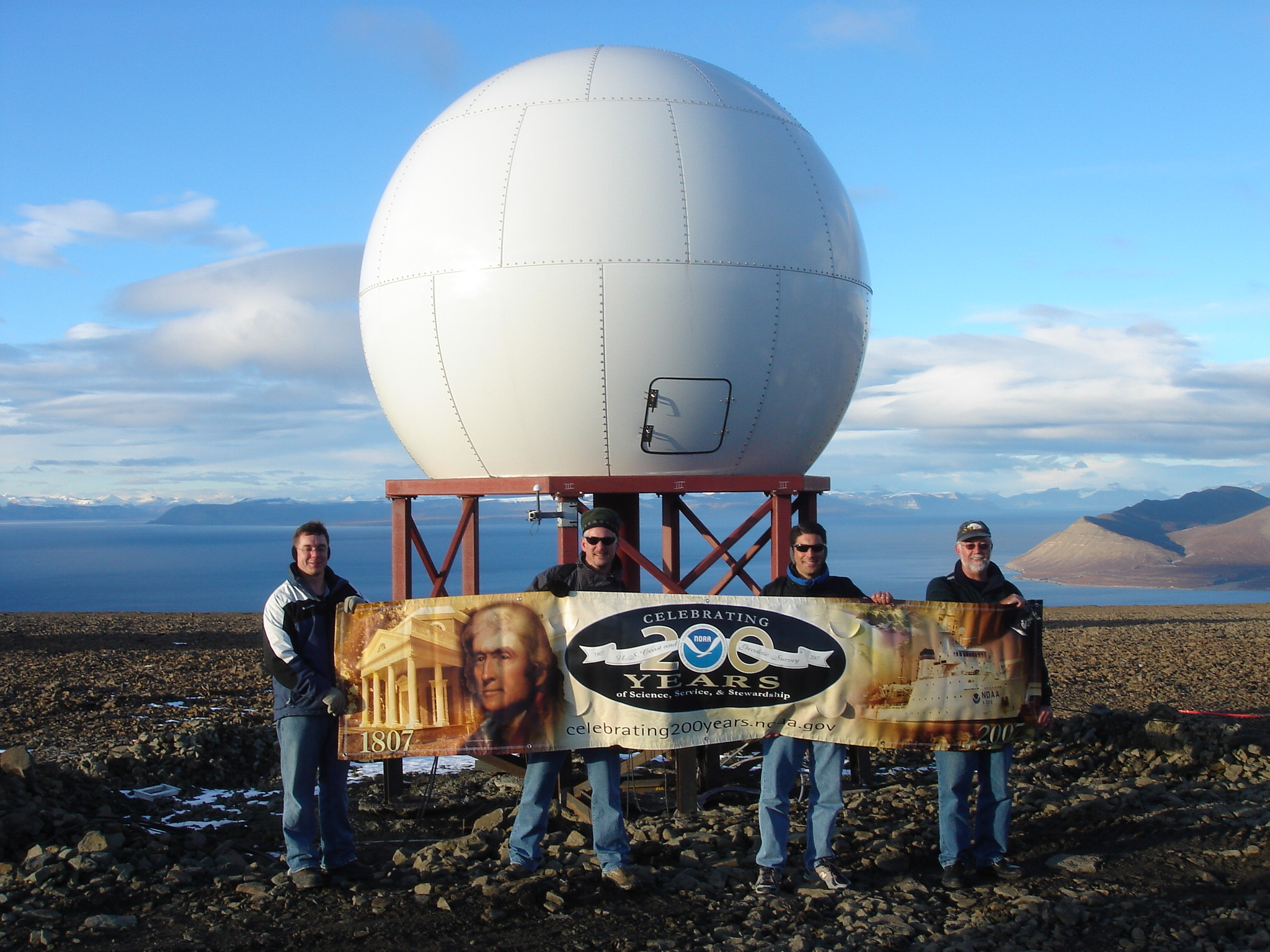
Empleat de la NOAA davant una de les antenes de la NOAA

SvalSat es troba a Platåberget, una muntanya-altiplà a 400–500 msnm just als afores de Longyearbyen, a l'illa de Spitsbergen, Svalbard, Noruega. La ubicació en la latitud 78 és favorable per una comunicació amb la Terra. Consta de 31 sistemes d'antenes, tant dedicats als clients com per multimissió i fan del SvalSat l'estació terrestre comercial més gran del món.